# おおとね童謡のふる里室
おおとね童謡のふる里室（おおとねどうようのふるさとしつ）は、埼玉県加須市にあった下総皖一に関する施設。

## 概要
全国の学校校歌を手掛けたことで知られる下総皖一は加須市に合併した大利根町（原道村）を出身地としており、その資料が大利根水防センター内にあった当施設に展示されていた。周辺では1947年のカスリーン台風によって利根川が決壊したことから、スーパー堤防を整備し、堤上に大利根水防センターやカスリーン台風の碑やカスリーン公園などが設置されている。旧大利根町は「童謡のふる里おおとね」として町おこしをしており、道の駅童謡のふる里おおとね、加須市立図書館童謡のふる里おおとね図書館（ノイエ）などの施設がある。
2019年度に閉鎖され、展示されていた資料は別の場所に保存されていた下総家のピアノや学習机などとともに、大利根文化・学習センター（愛称：アスタホール）に移され、同所で展示されている。

## 所在地
- 埼玉県加須市新川通680